# Khalandritsa
Khalandritsa (en grec: Χαλανδρίτσα) és una ciutat i comunitat de l'Acaia, Grècia. Des de la reforma de govern local de 2011 és part de la municipalitat d'Erimant, de el qual és seu de l'administració. Khalandritsa està situada als turons a nord del riu Peiros, a 17 quilòmetres a sud de Patres. La comunitat es compon dels assentaments de Khalandritsa, Mastoraiika-Stamaiika i Kydonies. Des de 1835 fins a 1912, i novament des de 1998 fins 2011 va ser un districte municipal i la seu de la municipalitat de Farres. Chalandritsa es troba a la vora d'una falla sísmica, que va causar un petit terratrèmol al febrer de 2008.

## Etimologia
Segons François Pouqueville el nom Chalandritsa deriva de «Χαλασμένη Τριταία» (Tritea danyada), que significa clima dolent. Triantafyllou suggereix que es tracta o bé de la propera ciutat de Khalampreza, que va ser abandonada al segle xix, o de la paraula romana d'Orient Chalandra. Altres noms per a la ciutat són: Kalampreza, Chalantritsa i Chalaoyritza. L'historiador Stefanos Thomopoulos va escriure que va ser nomenada així perquè durant l'Imperi Romà d'Orient el famós bandit Andritsos va ser assassinat allà («Χάλασμα του Ανδρίτσου» = «fracció d'Andritsos»).

## Història

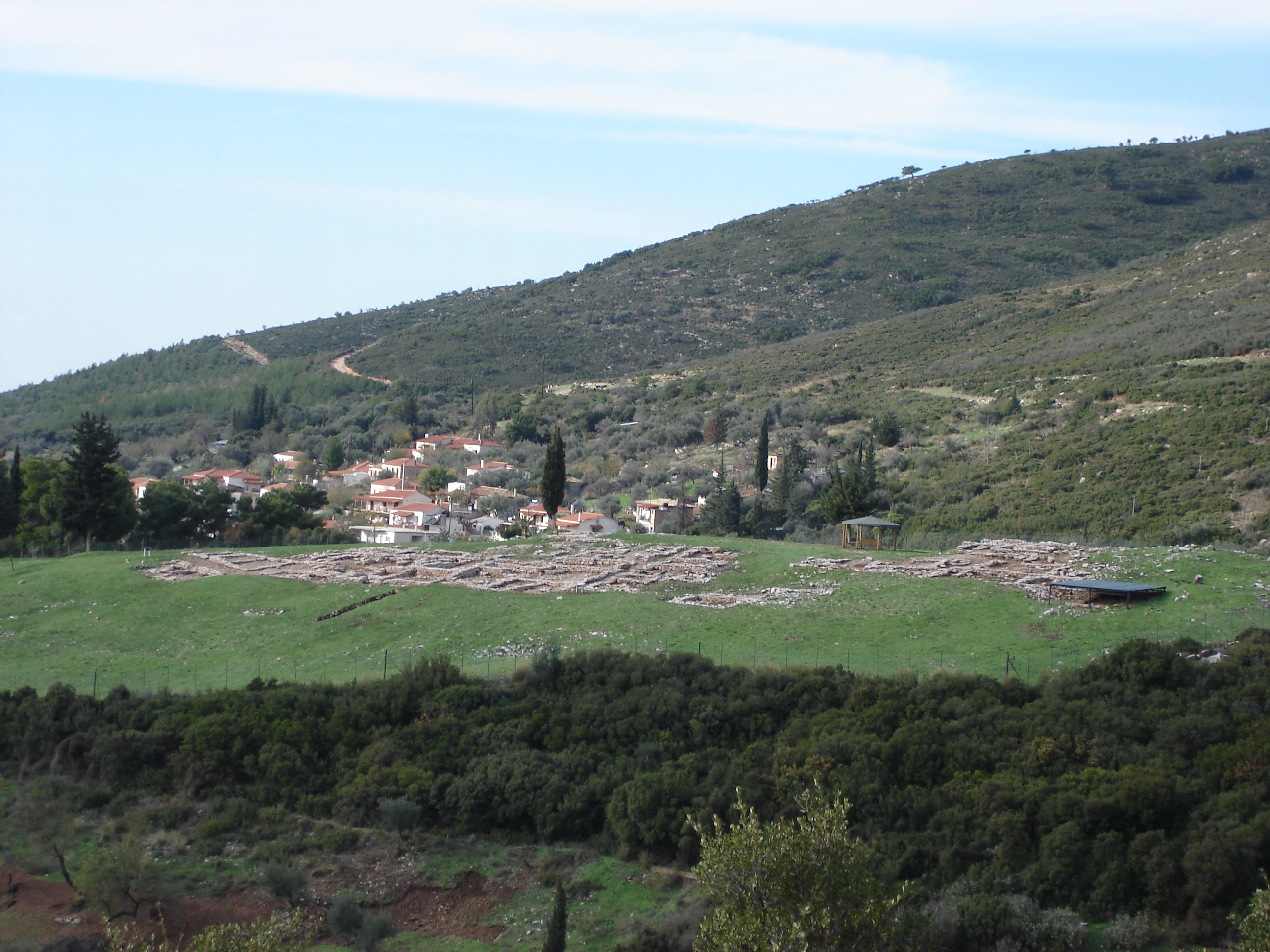
Assentament micènic prop de Khalandritsa.

Khalandritsa va estar poblada des del Paleolític. A prop de la localitat de Stavros, durant les excavacions per al centre de salut, s'han trobat les restes d'un assentament prehistòric. Les cases van ser trobades al voltant de la vora del turó i s'assumeix que hi va haver un edifici públic o temple en el centre. També s'ha trobat a prop, un cementiri  micènic. El nom d'aquest assentament és desconegut. S'han trobat eines de ceràmica i de pedra que daten de segle xi aC.
Durant el domini dels francs (segles xiii-xiv) Khalandritsa va ser inicialment part de la Baronia de Patres, de la qual es va separar per formar la Baronia de Calandritsa. La baronia va ser governada per la família  francesa Dramelay (o Trémolay) i després per la família  genovesa dels Zaccaria. El nom francès, que es conserva a la Crònica de Morea, va ser  Calandrice . Khalandritsa va seguir el destí de la resta d'Acaia, ja que va ser conquistada pel despotat de Morea el 1429, i després per l'Imperi Otomà el 1460.
Durant la guerra d'independència de Grècia, el 26 de febrer de 1822, la ciutat va ser saquejada i cremada per 2.000 turcs. El juliol del 1943, durant la Segona Guerra Mundial, l'exèrcit italià ocupant va obrir foc contra Khalandritsa en represàlia per un atac partisà. Durant la Guerra civil grega, el 1948, Khalandritsa va ser escenari d'intensos combats entre les forces del govern establert pels aliats i les forces progressistes.

## Atraccions
- L'Art Popular i el Museu d'Història local.
- L'assentament micènic i el cementiri micènic a Àgios Vassílios.
- La torre dels francs.
- Les esglésies romanes d'Orient de Sant Atanasi i la Dormició de la Mare de Déu.
- Els molins d'aigua i deus.

## Esport
El club de futbol local és el Doxa Chalandritsa.